# Max Urban
Max Urban (24. srpna 1882 Praha – 17. července 1959 Praha) byl český architekt a filmař. Počátkem třicátých let projektoval na objednávku Miloše Havla výstavbu Filmového studia Barrandov a barrandovských teras. Roku 1946 byl vyznamenán jako průkopník českého filmu.

## Filmař
V letech 1901–1906 vystudoval architekturu na ČVUT v Praze. Do začátku 1. světové války se věnoval hlavně filmařské práci, byl režisérem, příležitostným hercem a roku 1912 založil s manželkou Andulou Sedláčkovou společnost ASUM, pojmenovanou podle iniciál jmen obou manželů.
Společnost ASUM vyráběla většinou krátkometrážní hrané filmy, na nichž se podílel režijně sám nebo ve spolupráci s Otakarem Štáflem, psal pro ně i scénáře a stál za kamerou. Ve většině z nich hrála manželka Andula Sedláčková, někdy také další příslušníci její herecké rodiny, (otec Alois a bratr Jaroslav), ale i další – například Jiří Steimar nebo Jarmila Kronbauerová.
Filmy společnosti ASUM se z velké části nedochovaly – korozi času ovšem odolal film Konec milování (1913) a fragmenty Živé modely (1912). Společnost vyrobila celkem 18 filmů a po finančních potížích se ještě před začátkem 1. světové války rozpadla. Urban, který se posléze soustředil na své smělé architektonické vize (ve 30. letech se stal autorem projektu Ateliéry Barrandov), se k filmování, až na jednu výjimku (film O Adrienu, 1919), už později nevrátil.

## Architekt
Po válce se vrátil ke své profesi architekta. Věnoval se hlavně urbanistice. Byl sice generačním vrstevníkem kubistů, ale vynikl nejprve svým utopickým urbanistickým projektem Ideální Velká Praha roku 1918. Posléze byla jeho tvorba ryze funkcionalistická. V letech 1924–1939 byl pracovníkem Státní regulační komise, posléze Plánovací komise pro hlavní město Prahu a okolí. V roce 1927, na přání Miloše Havla, začal projektovat plán areálu s vilovou kolonií na Barrandově a téhož roku začal realizovat barrandovskou vyhlídkovou terasu s kavárnou a restaurací Terasy (1927–1931). V letech 1931–1933 přišlo jeho největší dílo, filmové ateliéry na Barrandově, za něž byl roku 1937 oceněn Velkou cenou Mezinárodní výstavy umění a techniky v Paříži.
Byl členem Společnosti architektů a Svazu architektů, SVÚ Mánes, redakční rady časopisu Architektura ČSR a řady mezinárodních organizací. Účastnil se řady architektionických soutěží, 1933–1936 byl hlavním redaktorem časopisu Styl. Na urbanistických plánech Prahy pracoval i v pozdním věku, od roku 1954 byl zaměstnán ve Státním ústavu pro projektování hlavního města Prahy. Přispíval i do odborných časopisů. Svou prací významně ovlivnil vývoj plánování českých městských celků.
Byl člověkem společenským a ušlechtilým a díky svým jazykovým schopnostem uznáván i v zahraničí.

## Filmografie

### Filmové role
- Americký souboj, 1913 – přítel

### Režie
- Čtyři roční doby, 1912
- Dáma s barzojem, 1912
- Živé modely, 1912
- Estrella, 1913
- Idyla ze staré Prahy, 1913
- Konec milování, 1913
- Podkova, 1913
- Prodaná nevěsta, 1913
- Rozvedená paní, 1913
- Šaty dělají člověka, 1913
- Tragedie ve sněhu, 1913
- O Adrienu, 1919

### Scénář
- Šaty dělají člověka, 1913

### Kamera
- Čtyři roční doby, 1912
- Dáma s barzojem, 1912
- Falešný hráč, 1912
- Záhadný zločin, 1912
- Živé modely, 1912
- Americký souboj, 1913
- Estrella, 1913
- Idyla ze staré Prahy, 1913
- Konec milování, 1913
- Podkova, 1913
- Rozvedená paní, 1913
- Šaty dělají člověka, 1913
- Šoférka, 1913
- Tragedie ve sněhu, 1913
- Noční děs, 1914

### Námět
- Americký souboj, 1913
- Estrella, 1913
- Idyla ze staré Prahy, 1913
- Konec milování, 1913